# Список губернаторов Аляски
Губернатор Аляски (англ. Governor of Alaska) — глава исполнительной власти и главнокомандующий вооружёнными силами штата Аляска. В обязанность губернатора входит контроль за исполнением законов штата и одобрение либо отклонение законопроектов, выдвигаемых легислатурой штата. Губернатор также имеет право созывать собрания легислатуры штата и решать вопросы о предоставлении помилования.
Губернаторами штата Аляска были 9 человек, которые занимали эту должность 11 отдельных сроков. До получения Аляски статуса штата и учреждения должности губернатора, территорией Аляски управляло 30 гражданских и военных руководителей. Два человека, Уильям Аллен Иган и Уолтер Джозеф Хикель, избирались на этот пост несколько раз не подряд. Хикель также смог избраться на этот пост не от одной из двух главных партий страны, а представляя Партию независимости Аляски. Дольше всех на посту губернатора штата находился Иган, избиравшийся на три срока и пробывший на этой должности около 12 лет. Дольше всех руководил территорией Аляска Эрнест Грининг — 13,5 лет.
Действующим губернатором является Майк Данливи, который занял эту должность 3 декабря 2018.

## Губернаторы
Аляска была куплена Соединёнными Штатами у России в 1867 году и официально передана 18 октября 1867 года. До этого она называлась Русская Америка и управлялась главным менеджером Русско-американской компании.

### Командующие департаментом Аляска
Первоначально Аляска называлась департамент Аляска, находилась под юрисдикцией военного департамента США и управлялась армией США до 1877 года, когда армия покинула Аляску. После этого Аляска перешла под контроль министерства финансов и наивысшим должностным лицом на территории был сборщик налоговых пошлин. В 1879 году Аляска перешла под юрисдикцию военно-морских сил США.
| Командующий                                                                    | Фото      | Вступление в должность | Уход в отставку  |
| Армия США                                                                      | Армия США | Армия США              | Армия США        |
| ------------------------------------------------------------------------------ | --------- | ---------------------- | ---------------- |
| Бригадный генерал Джефферсон Коламбус Дэвис Jefferson Columbus Davis 1828—1879 |           | 18 октября 1867        | 31 августа 1870  |
| Бригадный подполковник Джордж Брэди George K. Brady 1838—1899                  |           | 1 сентября 1870        | 22 сентября 1870 |
| Майор Джон Тидболл John C. Tidball 1825—1906                                   |           | 23 сентября 1870       | 19 сентября 1871 |
| Майор Харви Аллен Harvey A. Allen 1818—1882                                    |           | 20 сентября 1871       | 3 января 1873    |
| Майор Джозеф Стюарт Joseph Stewart 1822—1904                                   |           | 4 января 1873          | 20 апреля 1874   |
| Капитан Джордж Родни George R. Rodney 1842—1927                                |           | 21 апреля 1874         | 16 августа 1874  |
| Капитан Джозеф Б. Кэмпбелл Joseph B. Campbell 1836—1891                        |           | 17 августа 1874        | 14 июня 1876     |
| Капитан Джон Менденхолл John Mendenhall 1829—1892                              |           | 15 июня 1876           | 4 марта 1877     |
| Капитан Артур Моррис Arthur Morris                                             |           | 5 марта 1877           | 14 июня 1877     |
| Министерство финансов США                                                      |           |                        |                  |
| Монтгомери Берри Montgomery P. Berry 1824—1898                                 |           | 14 июня 1877           | 13 августа 1877  |
| Генри Деана H.C. DeAhna                                                        |           | 14 августа 1877        | 26 марта 1878    |
| Моттром Болл Mottrom D. Ball 1835—1887                                         |           | 27 марта 1878          | 13 июня 1879     |
| Военно-морские силы США                                                        |           |                        |                  |
| Капитан Лестер Бёрдсли Lester A. Beardslee 1836—1903                           |           | 14 июня 1879           | 12 сентября 1880 |
| Коммандер Генри Гласс Henry Glass 1844—1908                                    |           | 13 сентября 1880       | 9 августа 1881   |
| Коммандер Эдвард Лулл Edward P. Lull 1836—1887                                 |           | 10 августа 1881        | 18 октября 1881  |
| Коммандер Генри Гласс Henry Glass 1844—1908                                    |           | 19 октября 1881        | 12 марта 1882    |
| Коммандер Фредерик Пирсон Frederick Pearson 1842—1890                          |           | 13 марта 1882          | 3 октября 1882   |
| Коммандер Эдгар Мерримен Edgar C. Merriman 1840—1894                           |           | 4 октября 1882         | 13 сентября 1883 |
| Коммандер Джозеф Кохэйн Joseph Coghlan 1844—1908                               |           | 15 сентября 1883       | 13 сентября 1884 |
| Коммандер Генри Николс Henry E. Nichols                                        |           | 14 сентября 1884       | 15 сентября 1884 |

### Губернаторы округа Аляска
17 мая 1884 года департамент Аляска был реорганизован в округ Аляска — инкорпорированную неорганизованную территорию с гражданским управлением. Губернатор назначался Президентом США.
Легенда:

 Член Республиканской партии
 Член Демократической партии
 Член Партии независимости Аляски
| Губернатор | Губернатор                                             | Фото | Вступление в должность | Уход в отставку | Кем Назначен       |
| ---------- | ------------------------------------------------------ | ---- | ---------------------- | --------------- | ------------------ |
|            | Джон Кинкед John Henry Kinkead 1826—1904               |      | 4 июля 1884            | 7 мая 1885      | Честер Алан Артур  |
|            | Альфред Суинефорд Alfred P. Swineford 1836—1909        |      | 7 мая 1885             | 20 апреля 1889  | Гровер Кливленд    |
|            | Лайман Энос Напп Lyman Enos Knapp 1837—1904            |      | 20 апреля 1889         | 18 июня 1893    | Бенджамин Гаррисон |
|            | Джеймс Шекли James Sheakley 1829—1917                  |      | 18 июня 1893           | 23 июня 1897    | Гровер Кливленд    |
|            | Джон Грин Брейди John Green Brady 1847—1918            |      | 23 июня 1897           | 2 марта 1906[a] | Уильям Мак-Кинли   |
|            | Уилфорд Бейкон Хоггатт Wilford Bacon Hoggatt 1865—1938 |      | 10 марта 1906          | 20 мая 1909     | Теодор Рузвельт    |
|            | Уолтер Эли Кларк Walter Eli Clark 1869—1950            |      | 20 мая 1909            | 18 апреля 1913  | Уильям Говард Тафт |

### Губернаторы территории Аляска
Округ Аляска был реорганизован в территорию Аляска 24 августа 1912 года. Также как и раньше губернатора назначал Президент США. Во время Второй мировой войны, часть Алеутских островов были оккупированы Японской империей с 5 июня 1942 по 28 июня 1943 года.
| Губернатор | Губернатор                                                              | Фото | Вступление в должность | Уход в отставку | Кем назначен      | Комментарии |
| ---------- | ----------------------------------------------------------------------- | ---- | ---------------------- | --------------- | ----------------- | --- |
|            | Джон Франклин Александр Стронг John Franklin Alexander Strong 1856—1929 |      | 18 апреля 1913         | 12 апреля 1918  | Вудро Вильсон     | Ушёл в отставку после того, как было обнаружено, что он до сих пор является гражданином Канады                                                |
|            | Томас Риггс Thomas Riggs, Jr. 1873—1945                                 |      | 12 апреля 1918         | 16 июня 1921    | Вудро Вильсон     | |
|            | Скотт Кордейл Боун Scott Cordelle Bone 1860—1936                        |      | 16 июня 1921           | 16 августа 1925 | Уоррен Гардинг    | |
|            | Джордж Александр Паркс George Alexander Parks 1883—1984                 |      | 16 августа 1925        | 19 апреля 1933  | Калвин Кулидж     | |
|            | Джон Уэйр Трой John Weir Troy 1868—1942                                 |      | 19 апреля 1933         | 6 декабря 1939  | Франклин Рузвельт | |
|            | Эрнест Грининг Ernest Gruening 1887—1974                                |      | 6 декабря 1939         | 10 апреля 1953  | Франклин Рузвельт | Почти всю Вторую мировую войну генерал-лейтенант Симон Боливар Бакнер был военным командующим Аляски и имел больше власти на территории штата |
|            | Бенджамин Хайнцлеман B. Frank Heintzleman 1888—1965                     |      | 10 апреля 1953         | 3 января 1957   | Дуайт Эйзенхауэр  | Ушёл в отставку, так как был не доволен своей работой и не ожидал, что его изберут на новый срок                                              |
|            | Уэйн Хендриксон Waino Edward Hendrickson 1896—1983                      |      | 3 января 1957          | 8 апреля 1957   |                   | Как секретарь Аляски, исполнял обязанности губернатора оставшийся срок.                                                                       |
|            | Майкл Степович Mike Stepovich род. 1919                                 |      | 8 апреля 1957          | 9 августа 1958  | Дуайт Эйзенхауэр  | Ушёл в отставку в связи с участием в выборах в Сенат, где проиграл на выборах                                                                 |
|            | Уэйн Хендриксон Waino Edward Hendrickson 1896—1983                      |      | 9 августа 1958         | 3 января 1959   |                   | |

### Губернаторы штата Аляска
3 января 1959 года Аляска получила статус штата. Согласно конституции штата, выборы губернатора и вице-губернатора проходят каждые 4 года. Губернатор вступает в должность в первый понедельник декабря после выборов. Одно и то же лицо не может занимать должность губернатора более двух сроков подряд. В случае, если должность губернатора вакантна, то его обязанности исполняет вице-губернатор. Первая конституция 1956 года учредила должность госсекретаря, чьи обязанности были такими же, как у вице-губернатора, и в 1970 году эта должность была переименована в «вице-губернатор».
За время существовании должности, её шесть раз занимали представители Республиканской партии, пять Демократической партии и одни раз представитель Партии независимости Аляски.
| №  | Губернатор, имя в оригинале, годы жизни | Губернатор, имя в оригинале, годы жизни             | Фото | Вступление в должность | Уход в отставку    | Партия               | Вице-губернатор | Вице-губернатор                         | Срок     | Прим.        |
| -- | --------------------------------------- | --------------------------------------------------- | ---- | ---------------------- | ------------------ | -------------------- | --------------- | --------------------------------------- | -------- | ------------ |
| 1  |                                         | Уильям Аллен Иган William Allen Egan 1914—1984      |      | 3 января 1959          | 5 декабря 1966     | Демократическая      |                 | Хью Уэйд Hugh Wade                      | 2        | [ 16 ] [ 4 ] |
| 2  |                                         | Уолтер Джозеф Хикель Walter Joseph Hickel 1919—2010 |      | 5 декабря 1966         | 29 января 1969     | Республиканская      |                 | Кит Харви Миллер Keith Harvey Miller    | 1⁄2[b]   | [ 17 ] [ 4 ] |
| 3  |                                         | Кит Харви Миллер Keith Harvey Miller 1925—2019      |      | 29 января 1969         | 7 декабря 1970     | Республиканская      |                 | Роберт Уорд Robert W. Ward              | 1⁄2[c]   | [ 18 ] [ 4 ] |
| 1  |                                         | Уильям Аллен Иган William Allen Egan 1914—1984      |      | 7 декабря 1970         | 2 декабря 1974     | Демократическая      |                 | Генри Баучер H. A. Boucher              | 1        | [ 16 ] [ 4 ] |
| 4  |                                         | Джей Хаммонд Jay Hammond 1922—2005                  |      | 2 декабря 1974         | 6 декабря 1982     | Республиканская      |                 | Лоуэлл Томас младший Lowell Thomas, Jr. | 2        | [ 19 ] [ 4 ] |
| 4  | Терри Миллер Terry Miller               | Джей Хаммонд Jay Hammond 1922—2005                  |      | 2 декабря 1974         | 6 декабря 1982     | Республиканская      |                 |                                         | 2        | [ 19 ] [ 4 ] |
| 5  |                                         | Билл Шеффилд Bill Sheffield 1928—2022               |      | 6 декабря 1982         | 1 декабря 1986     | Демократическая      |                 | Стивен Макэлпайн Stephen McAlpine       | 1        | [ 20 ] [ 4 ] |
| 6  |                                         | Стив Купер Steve Cowper род. 1938                   |      | 1 декабря 1986         | 3 декабря 1990     | Демократическая      |                 | Стивен Макэлпайн Stephen McAlpine       | 1        | [ 21 ] [ 4 ] |
| 2  |                                         | Уолтер Джозеф Хикель Walter Joseph Hickel 1919—2010 |      | 3 декабря 1990         | 5 декабря 1994     | Независимости Аляски |                 | Джек Когхилл Jack Coghill               | 1        | [ 17 ] [ 4 ] |
| 2  | Республиканская                         | Уолтер Джозеф Хикель Walter Joseph Hickel 1919—2010 |      | 3 декабря 1990         | 5 декабря 1994     |                      |                 | Джек Когхилл Jack Coghill               | 1        | [ 17 ] [ 4 ] |
| 7  |                                         | Тони Ноулз Tony Knowles род. 1943                   |      | 5 декабря 1994         | 2 декабря 2002     | Демократическая      |                 | Фрэн Алмер Fran Ulmer                   | 2        | [ 22 ] [ 4 ] |
| 8  |                                         | Фрэнк Меркауски Frank Murkowski род. 1933           |      | 4 декабря 2002         | 4 декабря 2006     | Республиканская      |                 | Лорен Лемэн Loren Leman                 | 1        | [ 23 ] [ 4 ] |
| 9  |                                         | Сара Пэйлин Sarah Palin род. 1964                   |      | 4 декабря 2006         | 26 июля 2009       | Республиканская      |                 | Шон Парнелл Sean Parnell                | 1⁄2[d]   | [ 24 ]       |
| 10 |                                         | Шон Парнелл Sean Parnell род. 1962                  |      | 26 июля 2009           | 1 декабря 2014     | Республиканская      |                 | Крейг Кэмпбелл Craig Campbell           | 1+1⁄2[e] | [ 25 ]       |
| 10 | Мид Тридвелл Mead Treadwell             | Шон Парнелл Sean Parnell род. 1962                  |      | 26 июля 2009           | 1 декабря 2014     | Республиканская      |                 |                                         | 1+1⁄2[e] | [ 25 ]       |
| 11 |                                         | Билл Уокер Bill Walker род. 1951                    |      | 1 декабря 2014         | 3 декабря 2018     | Независимый          |                 | Байрон Мэллот Byron Mallott             | 1        |              |
| 12 |                                         | Майк Данливи Mike Dunleavyr род. 1961               |      | 3 декабря 2018         | по настоящее время | Республиканская      |                 | Кевин Мейер Kevin Meyer                 | 1        |              |

## Другие должности губернаторов
Пять губернаторов Аляски избирались на другие высокие посты, включая должность министра внутренних дел, губернатора Невады, а трое стали сенаторами. Губернатор, помеченный символом (*) оставил свой пост, чтобы стать министром внутренних дел, а помеченный символом (^) оставил должность сенатора, чтобы занять пост губернатора.
| Губернатор      | Губернаторский термин | Должность                                        | Прим.  |
| --------------- | --------------------- | ------------------------------------------------ | ------ |
| Джон Кинкед     | 1884—1885             | Губернатор Невады                                | [ 26 ] |
| Джеймс Шекли    | 1893—1897             | Член Палаты представителей от штата Пенсильвания | [ 27 ] |
| Эрнест Грининг  | 1939—1953             | Сенатор от Аляски                                | [ 28 ] |
| Уолтер Хикель   | 1966—1969, 1990—1994  | Министр внутренних дел США*                      | [ 29 ] |
| Фрэнк Меркауски | 2002—2006             | Сенатор от Аляски^                               | [ 30 ] |

## Комментарии
- a Вынужден был уйти в отставку из-за связи с Reynolds-Alaska Development Company[31].
- b Оставил свой пост, чтобы стать министром внутренних дел.
- c Временно выполнял обязанности губернатора до новых выборов.
- d Ушла в отставку из-за множества обвинений в нарушении служебной этики[32].
- e Временно выполнял обязанности губернатора до новых выборов.